# Alex Tyus
Alexander Trent Tyus, detto Alex (Abilene, 8 gennaio 1988), è un cestista statunitense naturalizzato israeliano, che gioca come ala grande e centro. Attualmente milita al Maccabi Tel Aviv.

## Carriera
Al termine della sua esperienza universitaria (quattro anni ai Florida Gators), nel 2011 esordisce da professionista nella squadra israeliana del Maccabi Ashdod, con cui in Ligat ha'Al disputa 24 partite di stagione regolare (13,3 punti e 8,3 rimbalzi di media) e e 6 di play-off (10 punti e 9,2 rimbalzi di media).
Il 15 luglio 2012 viene ingaggiato dalla Pallacanestro Cantù.
Dopo una buona stagione disputata a Cantù passa al Maccabi Tel Aviv, firmando un contratto per tre anni.
Il 5 novembre 2024 firma un contratto per la compagine lombarda della Pallacanestro Varese.

### Nazionale
Possiede il passaporto israeliano dal 2012. Viene convocato in Nazionale israeliana nel luglio 2012, per disputare alcune amichevoli di preparazione in vista delle qualificazioni per i FIBA EuroBasket 2013. Fa il suo esordio il 17 luglio contro la Bielorussia, mettendo a referto 15 punti.

## Statistiche

### College
| Anno      | Squadra        | PG  | PT  | MP   | TC%  | 3P%  | TL%  | RP  | AP  | PRP | SP  | PP   |
| --------- | -------------- | --- | --- | ---- | ---- | ---- | ---- | --- | --- | --- | --- | ---- |
| 2007-2008 | Florida Gators | 36  | 0   | 12,7 | 54,0 | -    | 54,3 | 2,6 | 0,3 | 0,1 | 0,6 | 4,3  |
| 2008-2009 | Florida Gators | 36  | 36  | 26,2 | 59,1 | -    | 68,5 | 6,2 | 0,7 | 0,5 | 0,8 | 12,5 |
| 2009-2010 | Florida Gators | 34  | 34  | 28,4 | 50,3 | 40,0 | 68,3 | 6,9 | 0,4 | 0,5 | 1,0 | 11,8 |
| 2010-2011 | Florida Gators | 36  | 36  | 25,1 | 50,0 | 33,3 | 63,0 | 6,2 | 0,8 | 0,4 | 0,8 | 9,1  |
| Carriera  | Carriera       | 142 | 106 | 23,0 | 53,4 | 37,5 | 65,3 | 5,4 | 0,6 | 0,4 | 0,8 | 9,4  |

### Eurolega
| Anno       | Squadra          | PG  | PT | MP   | TC%  | 3P% | TL%  | RP  | AP  | PRP | SP  | PP   |
| ---------- | ---------------- | --- | -- | ---- | ---- | --- | ---- | --- | --- | --- | --- | ---- |
| 2012-2013  | Pall. Cantù      | 10  | 0  | 19,9 | 57,6 | 0,0 | 48,1 | 3,7 | 0,4 | 0,2 | 1,0 | 8,1  |
| 2013-2014† | Maccabi Tel Aviv | 27  | 2  | 18,1 | 71,8 | 0,0 | 52,6 | 5,0 | 0,3 | 0,3 | 1,0 | 7,7  |
| 2014-2015  | Maccabi Tel Aviv | 25  | 5  | 21,1 | 61,1 | -   | 52,9 | 5,2 | 0,4 | 0,4 | 1,4 | 7,2  |
| 2015-2016  | Anadolu Efes     | 24  | 8  | 12,6 | 53,7 | 0,0 | 44,6 | 3,0 | 0,2 | 0,3 | 1,0 | 5,9  |
| 2016-2017  | Galatasaray      | 30  | 10 | 19,7 | 68,3 | 0,0 | 55,3 | 5,2 | 0,4 | 0,6 | 1,5 | 10,0 |
| 2017-2018  | Maccabi Tel Aviv | 30  | 2  | 20,0 | 61,7 | -   | 49,1 | 5,0 | 0,2 | 0,5 | 1,0 | 8,3  |
| 2018-2019  | Maccabi Tel Aviv | 30  | 5  | 18,3 | 66,4 | -   | 62,5 | 4,1 | 0,3 | 0,5 | 1,1 | 7,3  |
| 2020-2021  | Real Madrid      | 20  | 7  | 11,9 | 50,0 | -   | 75,0 | 2,6 | 0,5 | 0,4 | 0,4 | 3,0  |
| 2022-2023  | ASVEL            | 25  | 6  | 17,8 | 68,9 | 0,0 | 62,1 | 4,3 | 0,4 | 0,5 | 0,8 | 5,7  |
| Carriera   | Carriera         | 221 | 45 | 17,8 | 63,6 | 0,0 | 53,4 | 4,4 | 0,3 | 0,4 | 1,1 | 7,2  |

## Palmarès

### Squadra
- Campionato israeliano: 3

Maccabi Tel Aviv: 2013-2014, 2017-2018, 2018-2019
- Coppa di Israele: 3

Maccabi Tel Aviv: 2013-2014, 2014-2015
Hapoel Gerusalemme: 2024
- Leaders Cup: 1

ASVEL: 2023
- Coppa di Lega israeliana: 2

Maccabi Tel Aviv: 2013, 2017
- Supercoppa italiana: 1

Cantù: 2012
- Coppa del Presidente: 1

Anadolu Efes: 2015
- Eurolega: 1

Maccabi Tel Aviv: 2013-2014

### Individuale
- Ligat ha'Al MVP finali: 1

Maccabi Tel Aviv: 2017-2018